# Brachythecium zanonii
Brachythecium zanonii là một loài rêu trong họ Brachytheciaceae. Loài này được W.R. Buck mô tả khoa học đầu tiên năm 1988.